# Amrum Mølle
Amrum Mølle er en stråtækt firevingede hollandsk vindmølle beliggende på en høj ved udgangen af landsbyen Nebel på friserøen Amrum i det vestlige Sydslesvig. Møllen blev opført i 1770/1771. Den er den ældste hollandske vindmølle i Sydslesvig. Den blev fredet i 1967.
Møllens grundudstyr blev i 1770 overført fra Nederlandene til Amrum og genopbygget på øen. Møllen fungerede som kornmølle og til tider også som sømærke. Den var i drift som kornmølle frem til 1963, da den sidste møller måtte give op. Et år senere blev møllen overtaget af den nystiftede mølleforening (Verein zur Erhaltung der Amrumer Windmühle≈ Foreningen for Amrummøllens bevarelse). Foreningen igangsatte en omfattende restaurering af møllen. Stråtaget blev nylagt, trædele blev imprægneret eller helt udskiftet, sanitære faciliteter blev bygget og magasinet blev omdannet til lokalhistorisk museum.
Under en storm i august 2011 blev dele af møllen skadet og som følge deraf måtte møllehatten for første gang afmonteres og repareres i september 2012.